# Isolda Dychauk
Isolda Dychauk née le 4 février 1993 à Sourgout en Russie est une actrice allemande d’origine russe.

## Biographie
Isolda Dychauk est née en 1993 à Sourgout, en Sibérie occidentale. Sa mère est professeur de piano. Dès l’âge de 4 ans, elle suit des cours de danse classique.
En 2002 elle part avec sa mère s'établir à Berlin. En plus de sa langue maternelle, elle apprend à parler l’allemand sans aucun accent. À l’âge de 10 ans, elle intègre l’école d’art dramatique berlinoise Next Generation. Elle fait ses débuts en tant qu'actrice en 2004 dans un court-métrage d’Annika Wangard, Gimmy your shoes. Fin octobre 2009, le film est présenté  à la Viennale dans la rubrique « Œuvre sélectionnée par l'Académie allemande du film et de la télévision de Berlin », puis elle tourne pour la télévision. Sa carrière d’actrice prenant de l'essor, elle arrête la danse classique.
Isolda Dychauk apparaît en 2007 au côté de Marianne Sägebrecht dans la comédie dramatique familiale Das Geheimnis meiner Schwester. La même année, elle obtient le rôle de Paula dans le téléfilm Nichts ist vergessen, et joue les années suivantes dans plusieurs séries parmi lesquelles Polizeiruf 110, Tatort et Le Renard.
En 2008 Isolda Dychauk obtient son premier rôle au cinéma. Elle est Bianca dans le film  allemand Mein Freund aus Faro (Mon copain de Faro) de Nana Neul. Film qui sera récompensé la même année du prix du meilleur scénario au Festival du film Max Ophüls de Sarrebruck. En 2010 elle tient le rôle de Marguerite dans le film Faust du cinéaste russe Alexandre Sokourov, récompensé par le Lion d'or à la Mostra de Venise de 2011.
Dans la série franco-allemande Borgia à la distribution internationale, Isolda Dyschauk joue le rôle de Lucrèce Borgia.

## Filmographie
- 2007 : Das Geheimnis meiner Schwester (téléfilm) - Lisa Wiedemann
- 2007 : Nichts ist vergessen (téléfilm) - Paula
- 2007 : La famille s'agrandit (Neue Zeiten) (téléfilm) - Elisabeth Winter
- 2007-2010 : Unsere Farm in Irland (Série télévisée) - Elisabeth 'Eli' Winter
- 2007-2011 : Police 110 (Série télévisée)
- 2008 : Stille Post (Film télévisé) - Lisa Benz
- 2008 : Le Mensonge dans la peau (téléfilm) - Nicole Lohmann
- 2008 : Alles was recht ist (Série télévisée) - Clara Reichert
- 2008 : Mel & Jenny (Cinéma) (Mein Freund aus Faro) - Bianca
- 2008-2010 : Le renard (Série télévisée)
- 2008-2010 : Tatort (Série télévisée)
- 2009 : Ki.Ka-Krimi.de (Série télévisée) - Maja
- 2009 : 30 Tage Angst (Film télévisé) - Svenja Seibt
- 2011 : Faust - Marguerite
- 2011-2014 : Borgia - Lucrèce Borgia
- 2012 : Sans raison aucune (Ein Jahr nach morgen) (Film télévisé) - Nadine Nagel
- 2012 : Danni Lowinski (Série télévisée) - Larissa Plate
- 2015 : Cape Town : Irena Krol
- 2016 : Boris sans Béatrice de Denis Côté

## Anecdote concernant l'actrice
Rien ne prédispose Isolda Dychauk à obtenir le rôle de Marguerite dans le film Faust d'Alexandre Sokourov. Car le cinéaste recherche des acteurs allemands dont les traits du visage soulignent la germanité pour incarner les principaux personnages. Cependant, il l'engage, trouvant en son visage celui d'une jeune fille « plus allemande qu'allemande ».